# Honeycomb (album)
Honeycomb è un album in studio del musicista rock statunitense Frank Black, pubblicato nel 2005. 

## Tracce
1. Selkie Bride – 3:08
2. I Burn Today – 4:09
3. Lone Child – 3:14
4. Another Velvet Nightmare – 4:36
5. Dark End of the Street – 3:56
6. Go Find Your Saint – 2:05
7. Song of the Shrimp – 3:10
8. Strange Goodbye – 2:12
9. Sunday Sunny Mill Valley Groove Day – 4:07
10. Honeycomb – 3:57
11. My Life Is in Storage – 5:41
12. Atom in My Heart – 2:46
13. Violet – 2:14
14. Sing For Joy – 5:04

## Formazione
- Frank Black – voce, chitarra
- Steve Cropper - chitarra
- Buddy Miller - chitarra
- Reggie Young - chitarra
- Spooner Oldham - tastiere, campane, voce
- David Hood - basso
- Billy Block - batteria
- Anton Fig - batteria
- Akil Thompson - batteria
- Chester Thompson - batteria
- Jean Black - voce (8)
- James Griffin - voce
- Ellis Hooks - voce
- Dan Penn - voce
- Jon Tiven - armonica, produzione